# Amish
Amish é um grupo religioso cristão anabatista estabelecido nos Estados Unidos e Canadá. São conhecidos por seus costumes conservadores, como o uso restrito de equipamentos eletrônicos, inclusive telefones e automóveis. Quando se fala dos amish hoje, quase sempre se refere aos amish da antiga ordem (Inglês: "Old Order Amish"). Porque na segunda metade do século XIX, os amish se dividiram em vários subgrupos, dos quais os amish da antiga ordem incluem cerca de um terço. A maioria dos subgrupos não de ordem antiga perdeu suas peculiaridades amish e assimilaram-se mais ou menos à sociedade majoritária norte-americana. Os subgrupos amish mais ou menos assimilados e que ainda existem são os menonitas amish e os beachy amish.
Hoje os amish da antiga ordem são um grupo etno-religioso unido por crenças religiosas básicas, origem e tradições, mas divididos em mais de quarenta subgrupos, alguns dos quais são bastante diferentes, em particular, no que diz respeito ao uso da tecnologia.

## Origem
Como partes dos menonitas, os amish são descendentes dos grupos suíços de anabatistas chamados de reforma radical. Os anabatistas suíços ou "os irmãos suíços" tiveram suas origens com Felix Manz (ca. 1498-1527) e Conrad Grebel (ca.1498-1526). O nome "mennonita" foi aplicado mais tarde e veio de Menno Simons (1496-1561).
Simons era um padre católico holandês que se converteu ao anabatismo em 1536. O movimento amish começou em 1693 com Jacob Amman (c. 1656-c. 1730), um líder  mennonita morando na Alsácia que acreditava que os mennonitas de Suiça e Alsácia estavam se afastando dos ensinos de Simons.
Os primeiros amish começaram a migrar para os Estados Unidos no século XVIII, para evitar perseguições e o serviço militar obrigatório. Os primeiros imigrantes foram para o condado de Berks, Pensilvânia.
A maioria das comunidades amish que foram estabelecidas na América do Norte, no final não mantinham sua identidade amish. A divisão principal que resultou na perda de identidade de muitas congregações amish ocorreu no terceiro quartel do século XIX.
Nos anos após 1850, as tensões aumentaram entre os amish. Entre 1862 e 1878, foram realizadas conferências ministeriais anuais, sobre a questão como os amish deveriam lidar com as tensões causadas pelas pressões da sociedade moderna.
Não foi possível chegar a um compromisso entre os amish tradicionalistas e os amish mais progressistas o que levou a isso, que os bispos mais tradicionais concordaram em boicotar as conferências.
Os amish mais progressistas, compreendendo cerca de dois terços, tornaram-se conhecidos pelo nome menonitas amish (Amish Mennonites), eventualmente, a grande maioria uniram-se à igreja menonita e a outras denominações menonitas, principalmente no início do século XX. Os grupos mais tradicionais se tornaram conhecidos como os amish da antiga ordem (Old Order Amish).
Como nenhuma divisão ocorreu na Europa, as congregações amish que lá permaneciam, tomaram o mesmo caminho que os menonitas amish e lentamente se fundiram com os menonitas.

## A Sociedade Amish
Estimativas do início da década de 2000 apontavam a existência de 198 mil membros da comunidade amish no mundo, sendo 47 mil apenas na Pensilvânia. Esses grupos são compostos por descendentes de algumas centenas de alemães e suíços que migraram para os Estados Unidos e o Canadá.
Os amish preferem viver afastados do restante da sociedade. Eles não prestam serviços militares, não pagam a Segurança Social e não aceitam qualquer forma de assistência do governo. Todos evitam até mesmo fazer seguro de vida.
A grande maioria fala um dialeto alemão conhecido como "Alemão da Pensilvânia" (em inglês: Pennsylvania Dutch ou Pennsylvania German), enquanto uma minoria fala um dialeto suíço ou alsaciano. Eles dividem-se em irmandades (inglês: affiliations), que por sua vez se divide em distritos ou congregações. Cada distrito é independente e tem suas próprias regras de convivência.

O filme "A Testemunha", com o ator Harrison Ford, mostra o modo de vida dos amish nos Estados Unidos. Homens usando ternos e chapéus pretos e mulheres com a cabeça coberta por um capuz branco e com um vestido preto.

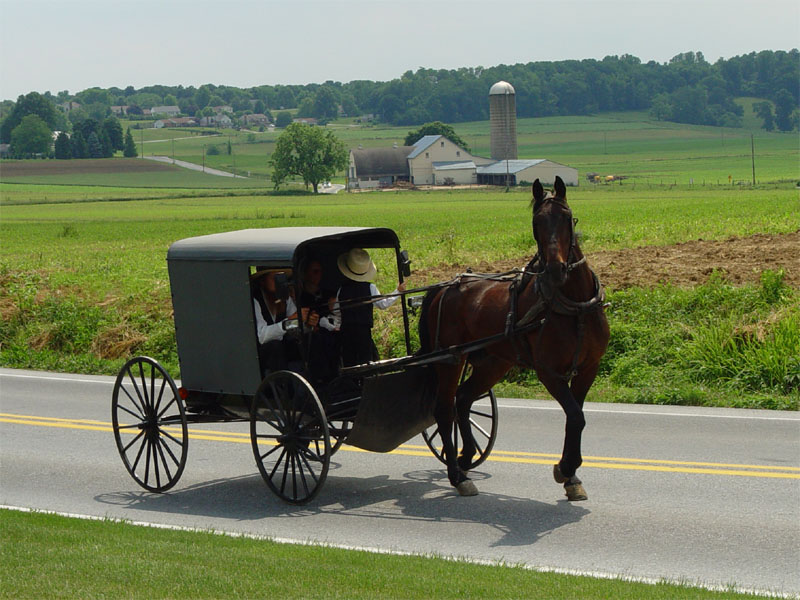
Uma carroça Amish típica, utilizada no Condado de Lancaster (Pensilvânia)

Os amish não gostam de ser fotografados. Interpretam que, de acordo com a Bíblia, um cristão não deve manter sua própria imagem gravada. Eles acreditam também que ser fotografado mostra falta de humildade.

### Estilo de vida
Estudos, realizados no estado estadunidense de Ohio, mostram que entre 1996 e 2003 houve 191 casos de câncer, o que é um número extremamente baixo ao equiparar proporcionalmente com a população não-Amish.
A base da alimentação Amish é carne, tubérculos e massas, em muitos casos cultivados e criados por eles mesmos. Dentre as  compras que normalmente fazem no mundo "exterior", estão farinha, sal e açúcar.

## Crenças
Os princípios enfatizados pelos Amish são:
- A Bíblia, principalmente a ética do Novo Testamento, deve ser obedecida como a vontade de Deus, embora não sistematizando sua teologia, mas aplicando-as no dia-a-dia. A interpretação da Bíblia é realizada nos cultos e reuniões da igreja. Essa posição de evitar querelas teológicas evitou divisões de carácter doutrinário nas denominações anabatistas.
- Credos e confissões são somente documentos para demonstrar aquilo em que se crê, mas requerem a adesão ou crença a eles. Aceitam, portanto, em essência os Credos históricos do Cristianismo, mas não o professam.
- A Igreja é uma comunidade voluntária formada de adultos que escolhem livremente ser batizados na igreja Amish. A Igreja não é subordinada a nenhuma autoridade humana, seja ela o Estado, ou hierarquia religiosa. Assim evitam participar das atividades governamentais, jurar lealdade à nação, participar de guerras.
- A Igreja não é uma instituição espiritual e invisível, mas uma coletividade humana e real, marcada pela separação do mundo e do pecado e uma posição afirmativa em seguir os mandamentos de Cristo.
- A Igreja celebra o Batismo adulto[8] por aspersão como símbolo de reconhecimento e obediência a Cristo, e a Santa Ceia em memória da missão de Jesus Cristo.
- A Igreja tem autoridade de disciplinar seus membros e até mesmo sua expulsão, de acordo com Mateus 18, 15-17, a fim de manter a pureza do indivíduo e da igreja.
- Quanto a salvação, os Amish creem no livre-arbítrio, o ser humano tem a capacidade de se arrepender de seus pecados e Deus regenera e ajuda-o a andar em uma vida de regeneração.
- Os Amish não creem que a conversão para Cristo seja uma experiência emocional de um momento, mas um processo que leva a vida inteira.
- A essência do cristianismo consiste em uma adesão prática aos ensinamentos de Cristo.
- A ética do amor rege todas as relações humanas.
- Pacifismo: Cristianismo e violência são incompatíveis.

## Culto
O culto Amish é praticado da mesma maneira desde a concepção do Anabatismo na época da Reforma, consiste quase não de atos rituais mas principalmente de sermão e canção. O Culto é voltado a Deus e não tem o carácter evangelizador, portanto práticas como "chamada ao altar" ou "aceitar Jesus" não existem.
Não constroem igreja, assim reúnem-se em casas privadas ou celeiros. As mulheres sentam-se separadas dos homens e cobrem a cabeça com um véu. O culto inicia com uma invocação de algum dos anciãos, seguem-se hinos, cantado do hinário Ausbund, que é o mesmo texto desde o século XVI e não contém notação musical. Há dois sermões, um mais curto e um mais longo. Entre os sermões há uma oração, onde todos se ajoelham silenciosamente até que algum membro masculino ore pela igreja. A leitura e pregação da Bíblia é feita extemporaneamente, sem sermões preparados, e muitos anciãos (alemão: Älteste, inglês: elders) abrem as Escrituras aleatoriamente. Seguem uma oração do ministro e uma benção final. A congregação se despede com um ósculo.

## Massacre em uma escola Amish
Uma das maiores comunidades Amish no mundo fica na Pensilvânia (EUA). Em outubro de 2006, uma chacina dentro de uma escola Amish resultou na morte de cinco crianças entre 6 e 13 anos, além do atirador de 32 anos, que se suicidou.
O atirador era um motorista de caminhão de leite que atendia a comunidade. Fez reféns 10 meninas. No mesmo dia, membros da comunidade visitaram a família de Roberts (o motorista) para dizer que o perdoavam. No enterro das meninas, o avô de uma das vítimas disse às outras crianças: "não devemos odiar aquele homem".
O fato inspirou o filme Amish Grace (Graça e Perdão no Brasil).

## Grupos semelhantes
Os Amish são muitas vezes confundidos com comunidades igualmente reservadas, como os Menonitas traditionais, os Dunkers ou os Huteritas.